# Васильченко, Денис Сергеевич
Денис Сергеевич Васильченко (25 ноября 1978, Ясная Поляна, Оренбургская область — 19 октября 2022, Суханово, Херсонская область) — российский военнослужащий, в звании старший прапорщик. Старшина роты глубинной разведки разведывательного батальона 80-й отдельной мотострелковой бригады (арктической) 14-го армейского корпуса береговых войск Северного флота. Герой Российской Федерации.

## Биография

### Личная жизнь
Денис родился 25 ноября 1978 года в посёлке Ясная Поляна Ташлинского района Оренбургской области.
Учился Васильченко в Яснополянской средней школе, а в 1996 году окончил Алексеевскую среднюю общеобразовательную школу в соседнем селе Алексеевка.
Жил в Кандалакшском районе Мурманской области.

### Воинский путь
В декабре 1996 года был призван на срочную военную службу во Внутренние войска Министерства внутренних дел Российской Федерации в городе Чапаевск Самарской области. Спустя два года, добровольно уволился в запас.
В сентябре 1999 года поступил на контрактную службу во внутренних войсках в городе Самара и вскоре перевёлся в 20-й отряд специального назначения Внутренних войск (Саратов). С декабря 1999 по февраль 2002 года участвовал в проведении контртеррористической операции на Северном Кавказе. Там ветеран боевых действий был награждён медалью «За отвагу».
В дальнейшем был заключён контракт с Министерством обороны, где Денис служил в 15-й отдельной гвардейской мотострелковой бригаде (миротворческой) в посёлке Рощинский (Волжский район Самарской области), затем в 27-й гвардейской стрелковой дивизии. С 2009 года — мотострелковая бригада в посёлке Тоцкое (Оренбургской области).
С января 2010 года начал служить на Северном флоте. Так же служил торпедистом на подводных лодках под названием «Ярославль» и «Калуга» в городе Полярный Мурманской области. Получив заочно среднее специальное образование в филиале Мурманского государственного технического университета, стал техником минно-торпедной части. В ноябре 2014 года был списан из подводного плавсостава по состоянию здоровья и отправлен в сухопутную часть Северного флота — в роту глубинной разведки разведывательного батальона 80-й отдельной мотострелковой бригады (арктической) 14-го армейского корпуса. Пунктом дислокации являлся посёлок Алакуртти Канадалакшского района Мурманской области.

### Гибель
С 5 марта 2022 года в составе своего подразделения принимал участие во вторжении России на Украину.
По данным российских СМИ, 19 октября 2022 года принимал участие в ожесточённом бою с превосходящими силами противника в окрестностях села Суханово Бериславского района, в ходе этого боя его позицию практически в упор расстрелял танк ВСУ, получил множественные ранения, до последнего производил выстрелы из ручного противотанкового гранатомёта. От полученных ран скончался.

## Звания и награды
- Герой Российской Федерации (Указом Президента Российской Федерации («закрытым») от 17 января 2023 года за мужество и героизм, проявленные при исполнении воинского долга, старшему прапорщику Васильченко Денису Сергеевичу присвоено звание Героя Российской Федерации (посмертно). Медаль «Золотая Звезда» была вручена семье 20 февраля 2023 года в штабе Северного флота (город Североморск) командующим флотом адмиралом А. А. Моисеевым и губернатором Мурманской области А. В. Чибисом.
- Награждён знаком отличия ордена Святого Георгия 4-й степени (08.2022)
- Медаль «За отвагу» (02.09.2002)
- Медаль «За отличие в охране общественного порядка» (06.09.2001)
- Другие медали и знаки